# Jerzy Hryniewiecki
Jerzy Hryniewiecki (ur. 21 kwietnia 1908 w Dorpacie, zm. 28 sierpnia 1989 w Warszawie) – polski architekt, urbanista, projektant licznych obiektów przemysłowych, sportowych, użyteczności publicznej, projektant wystaw i grafik, poseł na Sejm PRL II i III kadencji. 
Od 1946 profesor Politechniki Warszawskiej i prezes Stowarzyszenia Architektów Polskich. Laureat Honorowej Nagrody SARP w 1977. Uhonorowany w 1980 tytułem doktora honoris causa Politechniki Krakowskiej im. Tadeusza Kościuszki.

## Życiorys
Urodził się w rodzinie Bolesława, botanika, i Janiny z Koźniewskich (1882–1944). Absolwent warszawskiego Państwowe Gimnazjum im. Stefana Batorego, gdzie w 1926 zdał maturę. Należał do 23 Warszawskiej Drużyny Harcerskiej im. Bolesława Chrobrego („Pomarańczarni”), gdzie był drużynowym w latach 1925–1926 (i autorem herbu drużyny z tipi). W czasie studiów na Politechnice Warszawskiej praktykował w pracowniach znanych architektów: Józefa Padlewskiego, Mariana Lalewicza i Rudolfa Świerczyńskiego. Równolegle uprawiał grafikę użytkową.
Często wyjeżdżał za granicę – do różnych krajów europejskich i bliskiego Wschodu. Praktyki wakacyjne odbywał w Czechosłowacji i Holandii. W latach 1930–1931 ukończył Szkołę Podchorążych Rezerwy Artylerii we Włodzimierzu Wołyńskim i Centrum Wyszkolenia Artylerii Przeciwlotniczej w Warszawie. Po zakończeniu służby wojskowej otrzymał przydział mobilizacyjny do 1 Pułku Artylerii Przeciwlotniczej w Warszawie. W 1934 awansował na podporucznika w korpusie oficerów rezerwy artylerii. Łatwo przyswajał sobie języki obce – władał rosyjskim, włoskim, angielskim, słabiej niemieckim.
W 1936 został absolwentem Wydziału Architektury Politechniki Warszawskiej. Od 1937 pracował w Biurze Planowania Miasta i działał tam jako architekt dzielnicy Mokotów, w międzyczasie pisząc i projektując schroniska na Huculszczyźnie, wnętrze w Cafe Clubie na rogu Alei Jerozolimskich i Nowego Światu, brał udział w pracach wystawienniczych w Paryżu i Nowym Jorku.
Został zmobilizowany w 1939 i stacjonował na Pomorzu, w Borach Tucholskich, gdzie pełnił funkcję oficera zwiadowczego baterii motorowej artylerii przeciwlotniczej nr 27. Miejscem ostatnich walk była Warszawa. W jej obronie walczył w baterii półstałej artylerii przeciwlotniczej nr 103, dekorowany przed kapitulacją Krzyżem Walecznych. Po kapitulacji znalazł się w oficerskim obozie jenieckim, w Oflagu II C Woldenberg (Dobiegniew), wrócił do Polski po 30 stycznia 1945.
Po powrocie w Biurze Odbudowy Stolicy objął kierownictwo pracowni dzielnicy południowej. W ramach Warszawskiego Biura Projektów Budownictwa Przemysłowego projektował odbudowę i rozbudowę zakładów „H. Cegielski” w Poznaniu, częściowo Hutę im. Bolesława Bieruta w Częstochowie, Fabrykę Samochodów Osobowych na Żeraniu i Samochodów Ciężarowych w Lublinie. Oprócz tego uczestniczył w urządzeniu wystawy Warszawa oskarża i Wystawy Ziem Odzyskanych we Wrocławiu (generalny projektant), w Moskwie urządził wystawę gospodarczą, w Chinach przebywał pół roku zajęty wystawiennictwem. Uczestniczył w pracach projektowych dotyczących odbudowy wsi Piaseczno jako wsi doświadczalnej.
W latach 1948–1954 wykładał na Wydziale Architektury Politechniki Warszawskiej oraz prowadził wykłady o architekturze obiektów użyteczności publicznej na Wydziale Architektury Szkoły Inżynierskiej w Szczecinie. Został profesorem nadzwyczajnym na Politechnice Warszawskiej w 1955. Członek Ogólnopolskiego Komitetu Frontu Jedności Narodu w 1958. W 1965 objął na Politechnice Warszawskiej, na Wydziale Architektury Katedrę Projektowania Zespołów Przemysłowych. Wykładał m.in. historię architektury okresu starożytnego. Poza Polską prowadził wykłady na uniwersytetach w Chinach, w Stanach Zjednoczonych, w Wielkiej Brytanii, w Iraku oraz należał do stowarzyszenia architektów w Brazylii i Meksyku.
Był autorem kilku wydanych w kraju książek i kilkudziesięciu artykułów w prasie krajowej i zagranicznej – w Związku Radzieckim, w Stanach Zjednoczonych, Czechosłowacji, w Austrii, Niemczech Wschodnich, Niemczech Zachodnich.
Pełnił mandat posła do Sejmu PRL II i III kadencji, był przewodniczącym Komisji Budownictwa i Gospodarki Komunalnej. Od 1962 był członkiem Ogólnopolskiego Komitetu Pokoju. 23 sierpnia 1980 dołączył do apelu 64 uczonych, pisarzy i publicystów do władz komunistycznych o podjęcie dialogu ze strajkującymi robotnikami.
Od 1937 był mężem Aliny Marii ze Stanisławskich (1909–1980), architektki.
Zmarł w Warszawie, pochowany w grobie rodzinnym na cmentarzu Powązkowskim (kwatera 150-6-32).

## Projekty
- 1928 – projekt znaczka z żubrem dla Ligi Ochrony Przyrody (LOP)
- 1930 – plakat Targi Wschodnie
- 3 maja 1945 – wystawa Warszawa oskarża
- 1946 – projekt budynku Najwyższej Izby Kontroli i Sądu Rejonowego dla m.st. Warszawy, ul. Marszałkowska 82 wraz z Markiem Leykamem[6]
- 1946–1950 – projekt kompleksu budynków Ministerstwa Obrony Narodowej w Warszawie wraz z Markiem Leykamem[6]
- 1948 – Wystawa Ziem Odzyskanych we Wrocławiu – projektant i komisarz wystawy[8]
- projekty działów polskich na wystawach w Nowym Jorku, Paryżu, Moskwie, Pekinie, Szanghaju
- 1953[8] 1954[6]–1955 – Stadion X-lecia projekt wraz z Markiem Leykamem i Czesławem Rajewskim[6][8]
- 1956 – Basen Klubu Sportowego Legia w Warszawie wraz z Markiem Leykamem i Czesławem Rajewskim[6]
- 1959–1962 – „Supersam” w Warszawie[8], ul. Puławska 2, wraz z Ewą i Maciejem Krasińskimi – konstrukcja Wacława Zalewskiego[a]
- 1960–1971 – Wojewódzka Hala Sportowo-Widowiskowa Spodek w Katowicach, wraz z Maciejem Gintowtem, Maciejem Krasińskim, Andrzejem Strachockim, Aleksandrem Włodarzem oraz Andrzejem Żurawskim. – konstrukcja Wacława Zalewskiego[6][b]
- 1965 – plakat dla filmu „Przeżyjmy to jeszcze raz”
- projekt ośrodka wypoczynkowego w Solinie
- projekt ośrodka kulturalnego w Karpaczu

## Konkursy
- Na rozplanowanie terenów Pola Mokotowskiego i Folwarku Rakowiec wraz z przyległymi terenami państwowymi i prywatnymi (1934) wraz ze współautorami: Heleną Morsztynkiewiczową, Wacławem Podlewskim, J. Stanisławską, Tadeuszem Sieczkowskim przy współpracy z Wacławem Hryniewiczem - nagroda równorzędna;
- Na projekt gmachu Ambasady PRL w Moskwie (1969) - z zespołem - wyróżnienie równorzędne.

## Ordery i odznaczenia
- Order Sztandaru Pracy II klasy (13 lipca 1955)[15]
- Krzyż Oficerski Orderu Odrodzenia Polski (26 października 1949)[16]
- Krzyż Walecznych
- Złoty Krzyż Zasługi (15 lipca 1954)[17]
- Medal 10-lecia Polski Ludowej (19 stycznia 1955)[18]
- Odznaka Honorowa Gryfa Pomorskiego (1977)[6]
- Brązowa Odznaka SARP (1963)[6]
- Medal „Wawrzyn Olimpijski” (1969)[6]

## Galeria

### Stadion Dziesięciolecia w Warszawie

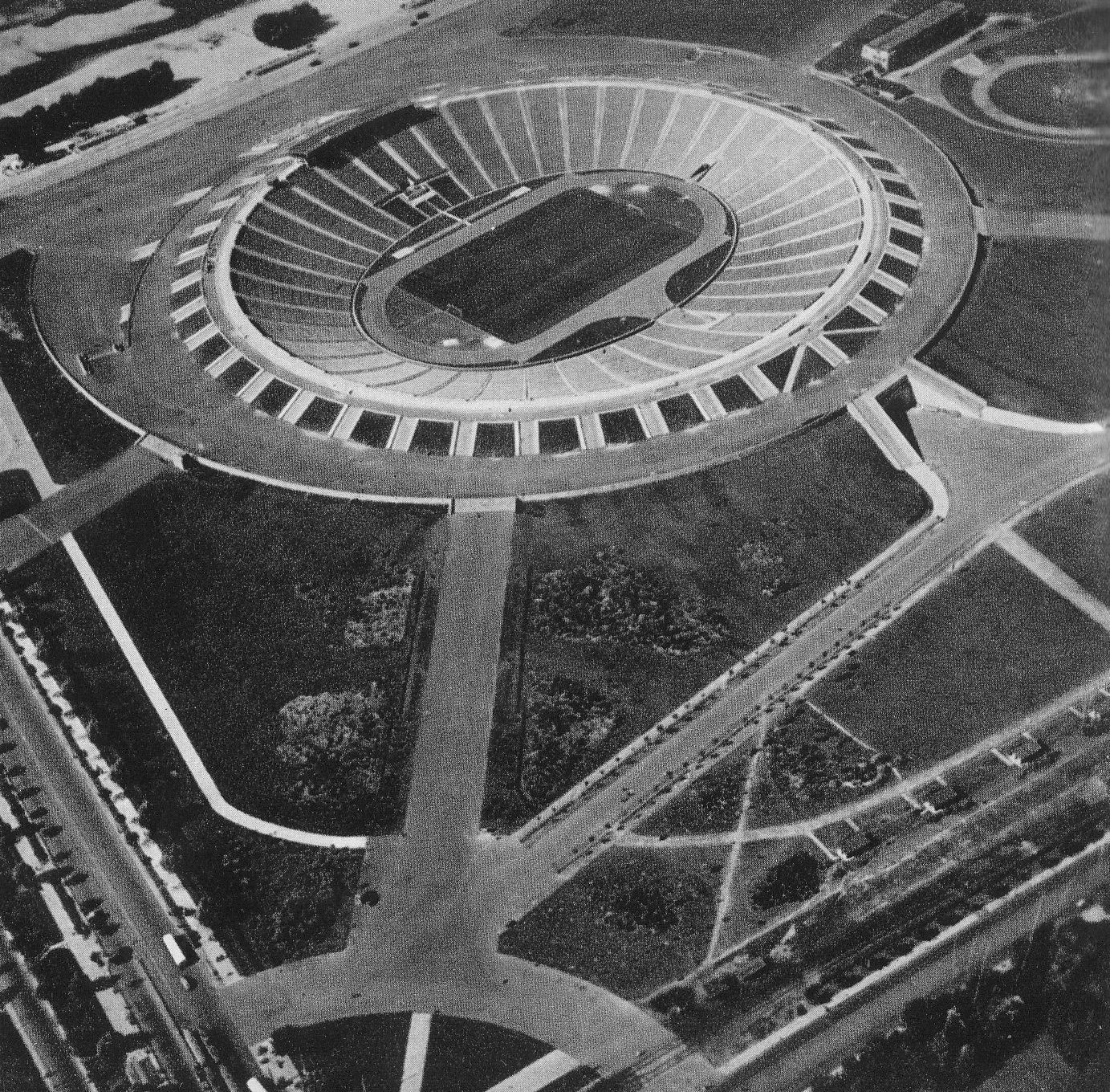
Widok ogólny, lata 60.
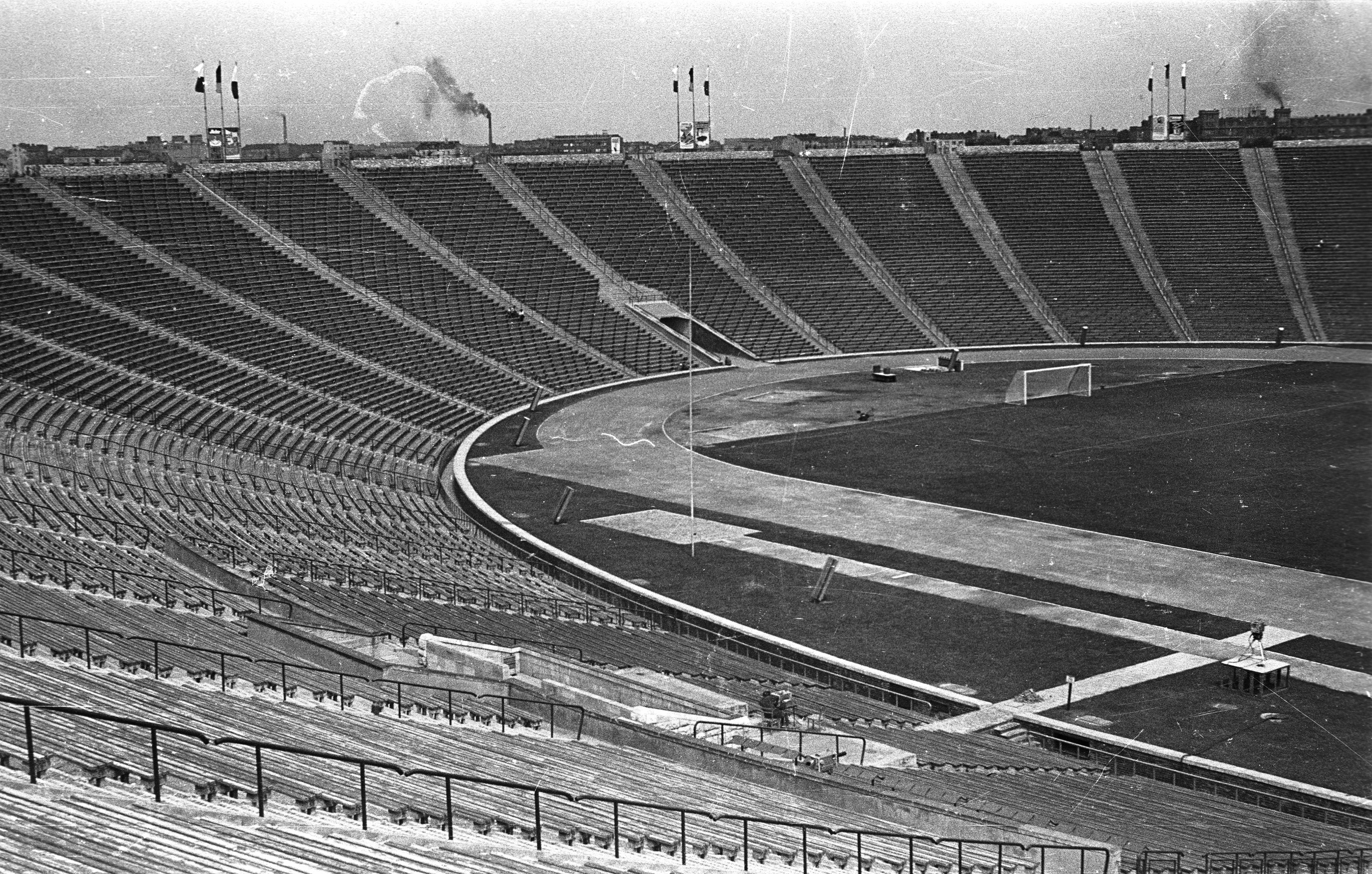
Trybuny stadionu
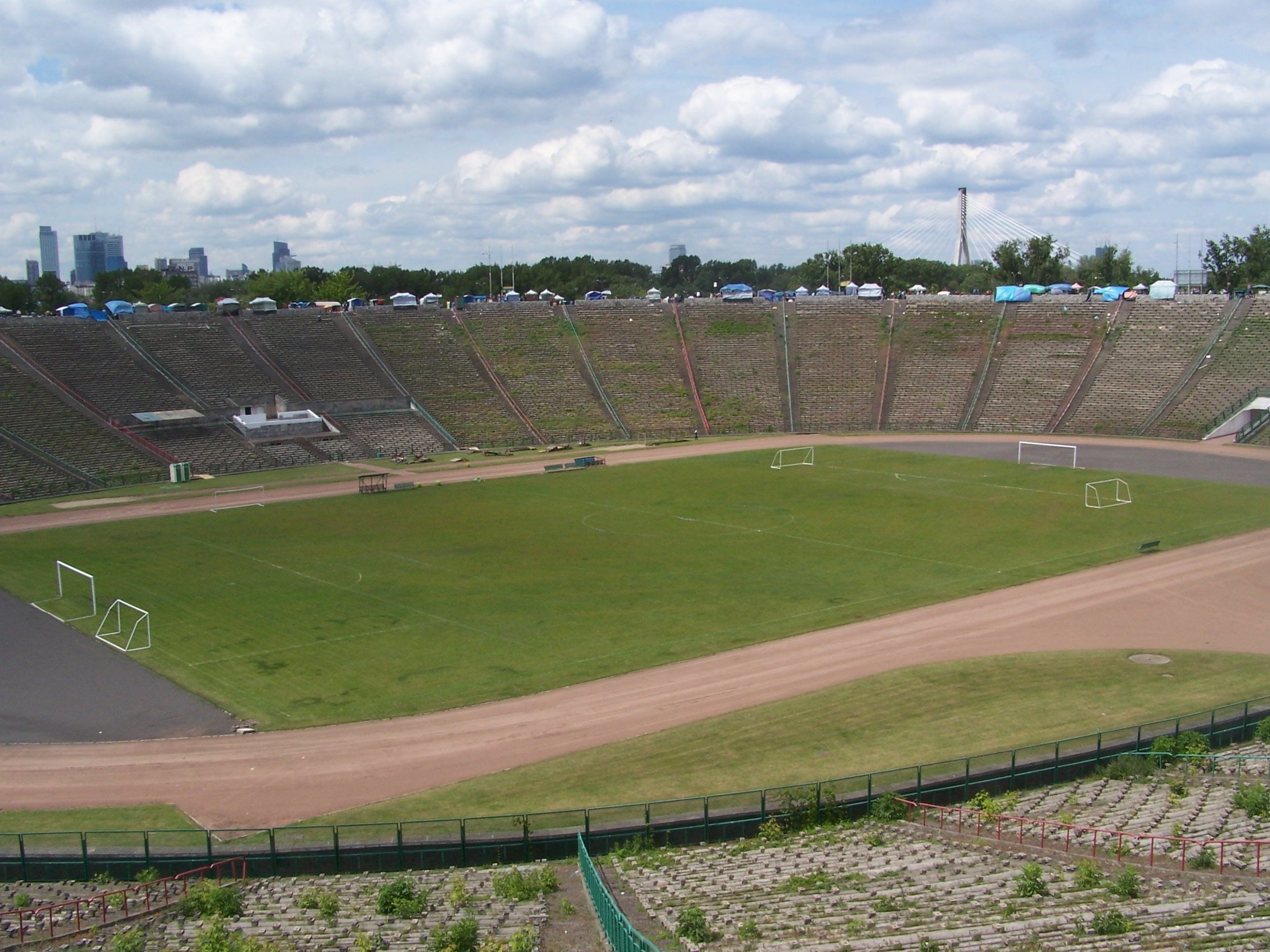
Stan obiektu w 2006 roku

### Supersamw Warszawie

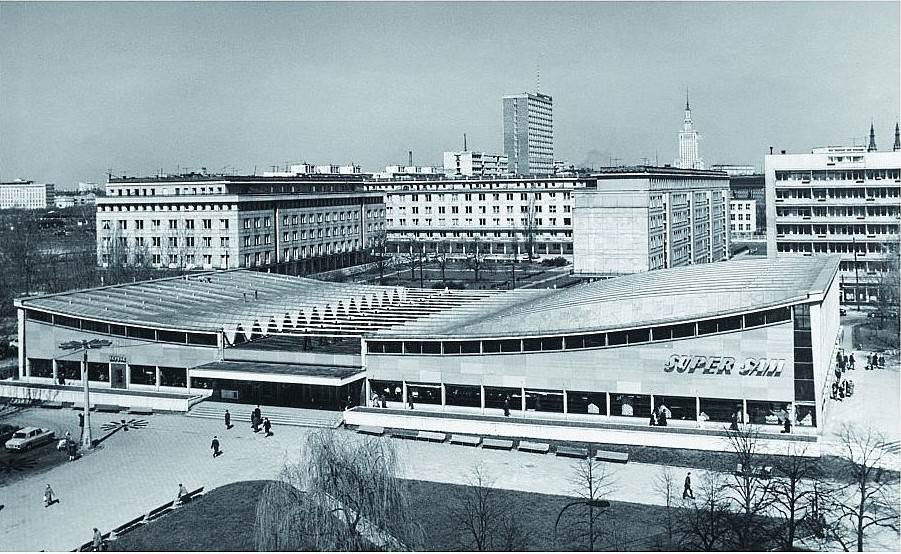
Widok ogólny budynku
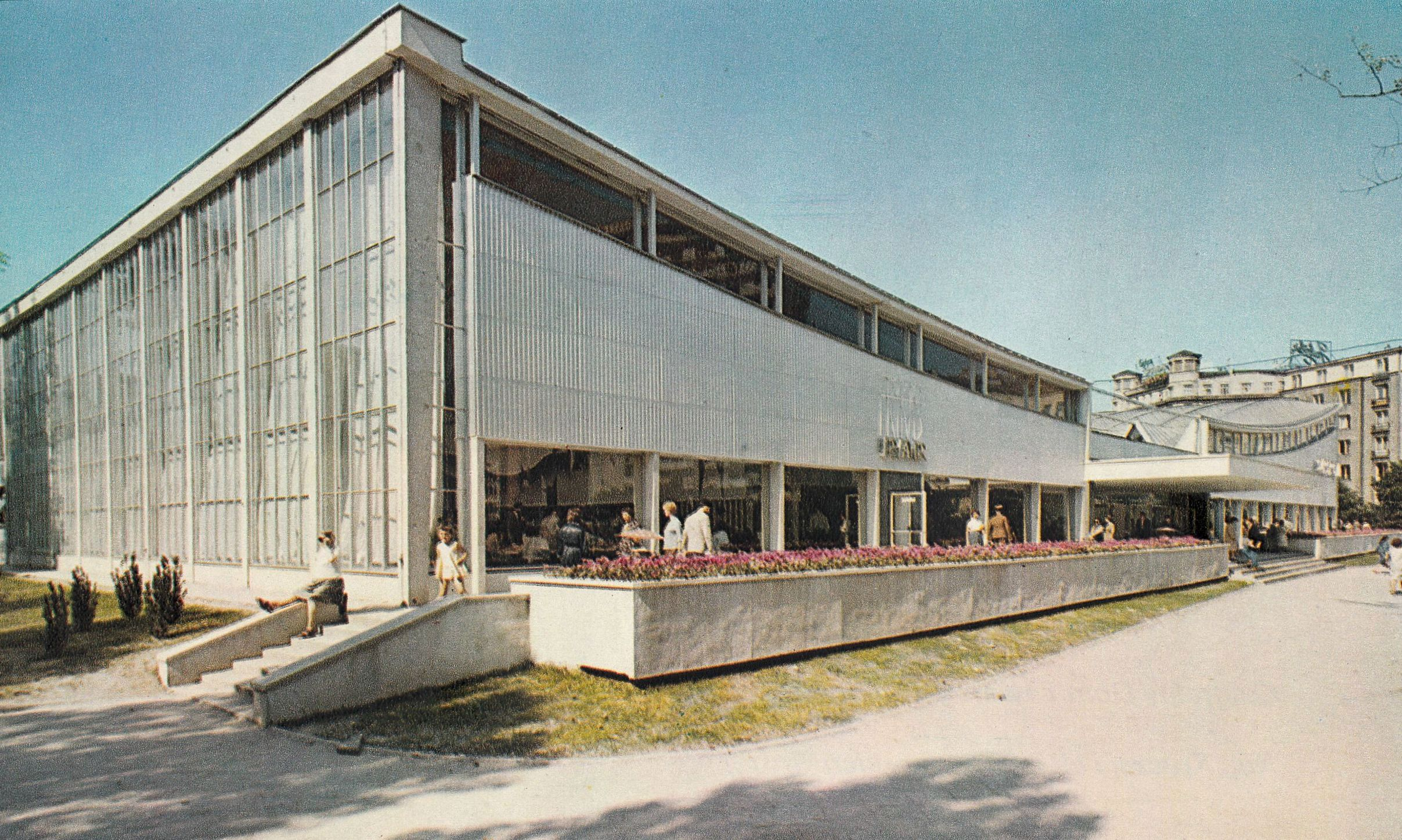
Fasada obiektu
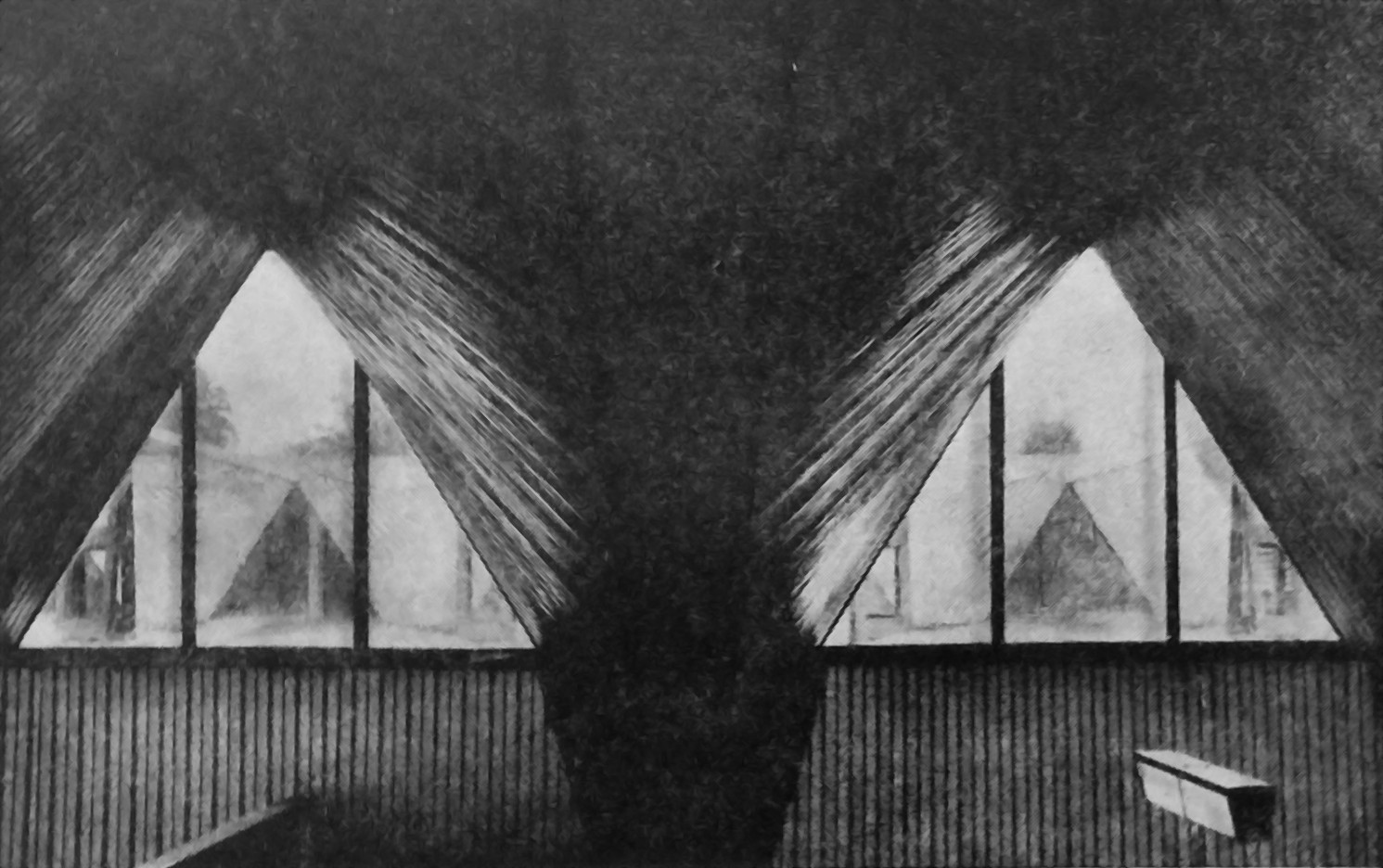
Detale wnętrza i sklepienia

### Hala Sportowo-WidowiskowaSpodekw Katowicach

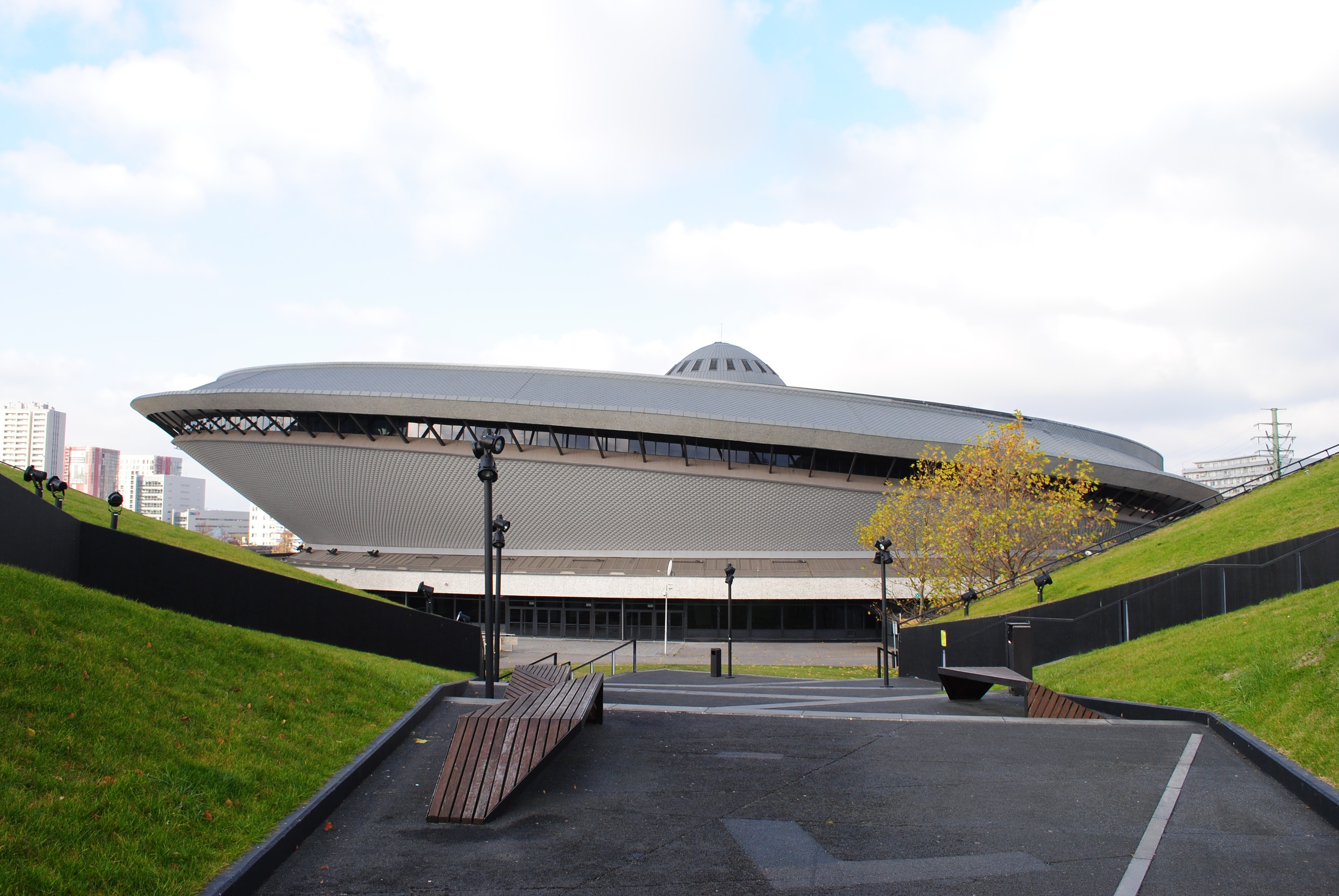
Stan obiektu w 2020
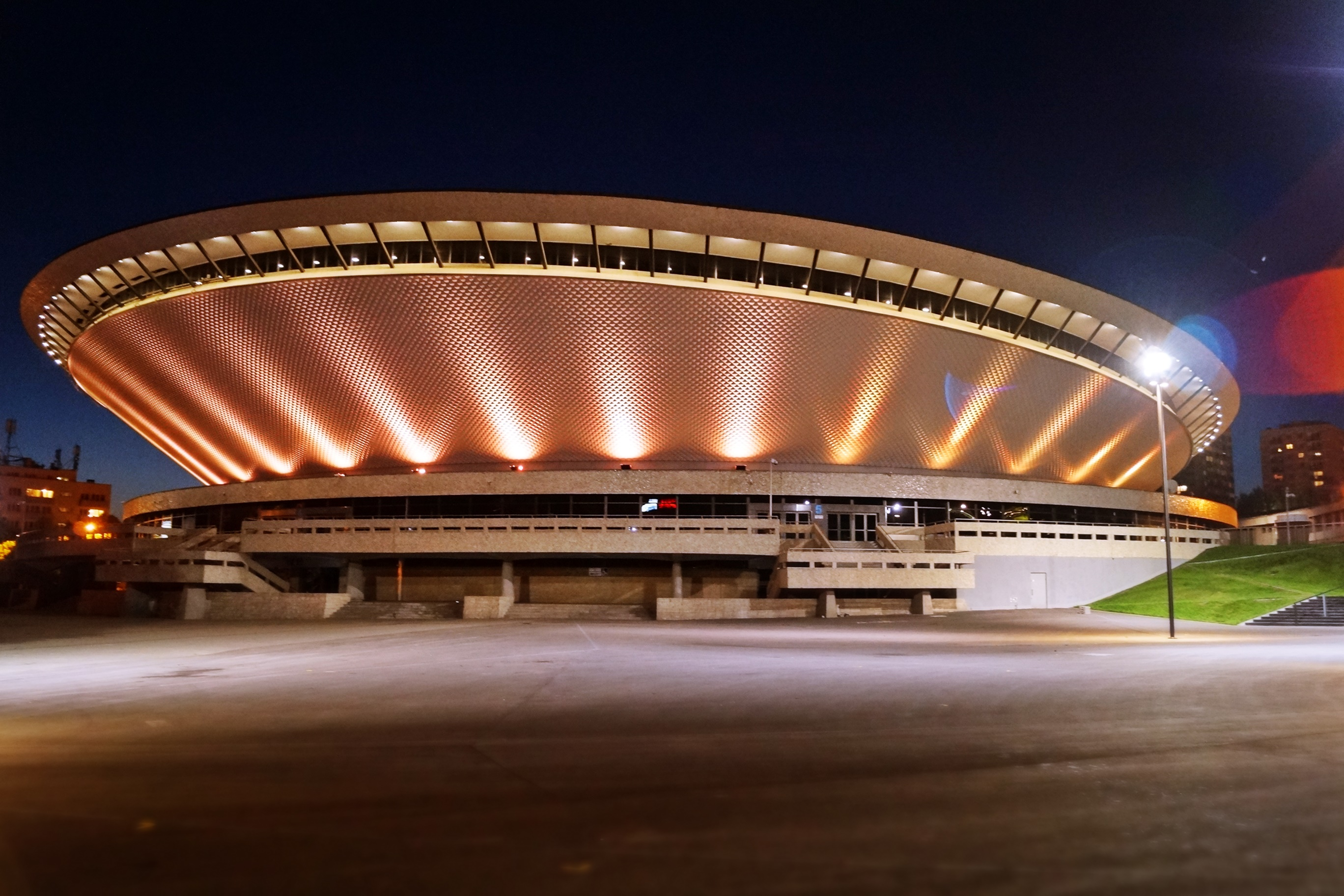
Oświetlenie Spodka nocą, 2016
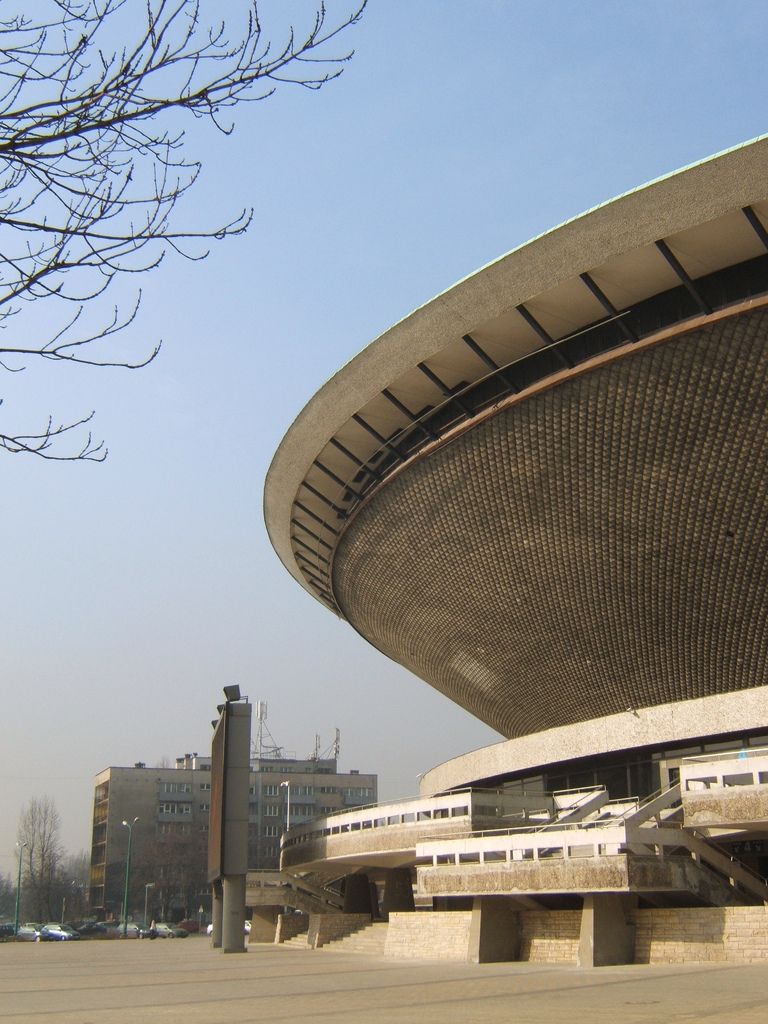
Główne wejście
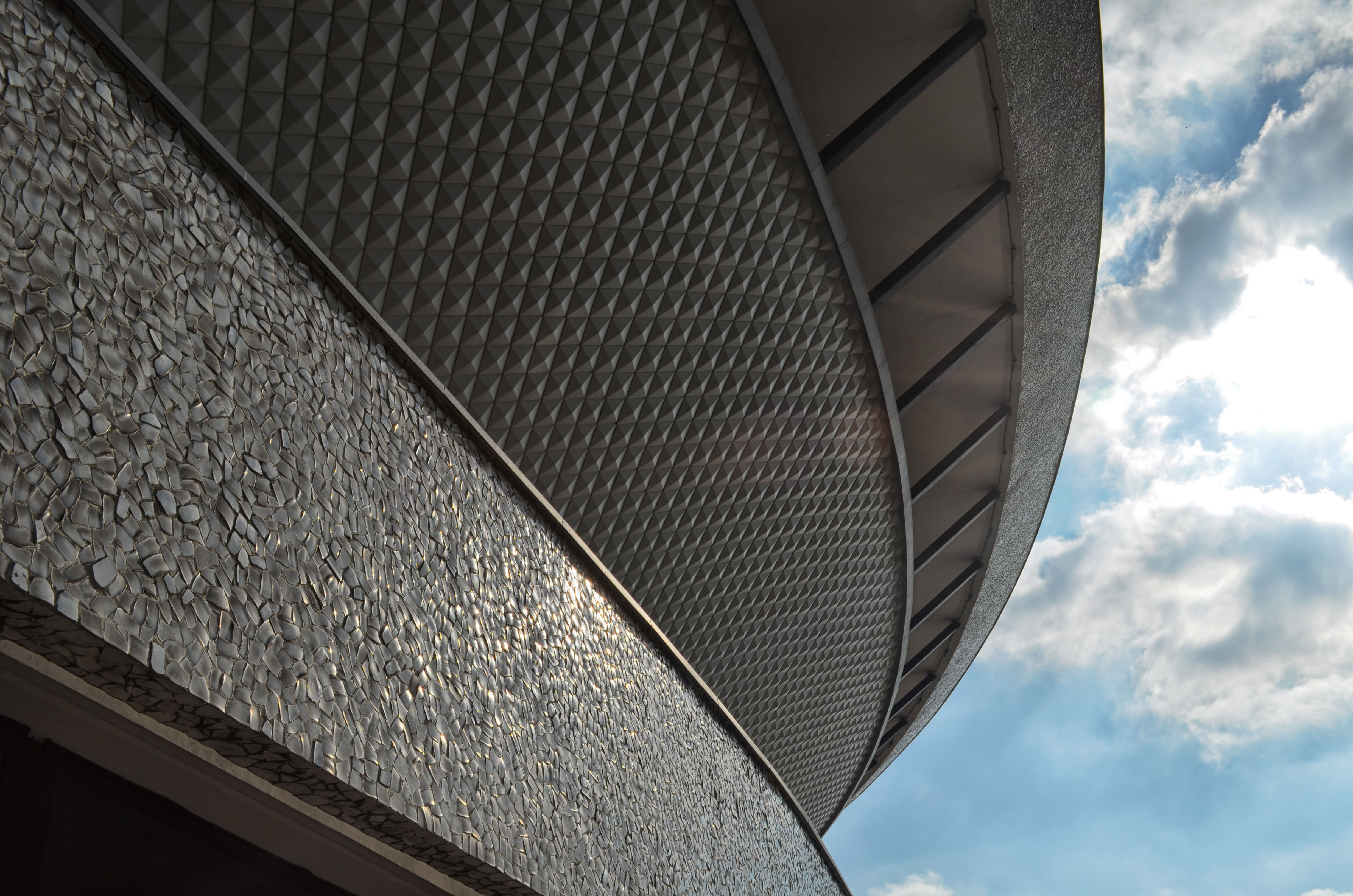
Zbliżenie na detale
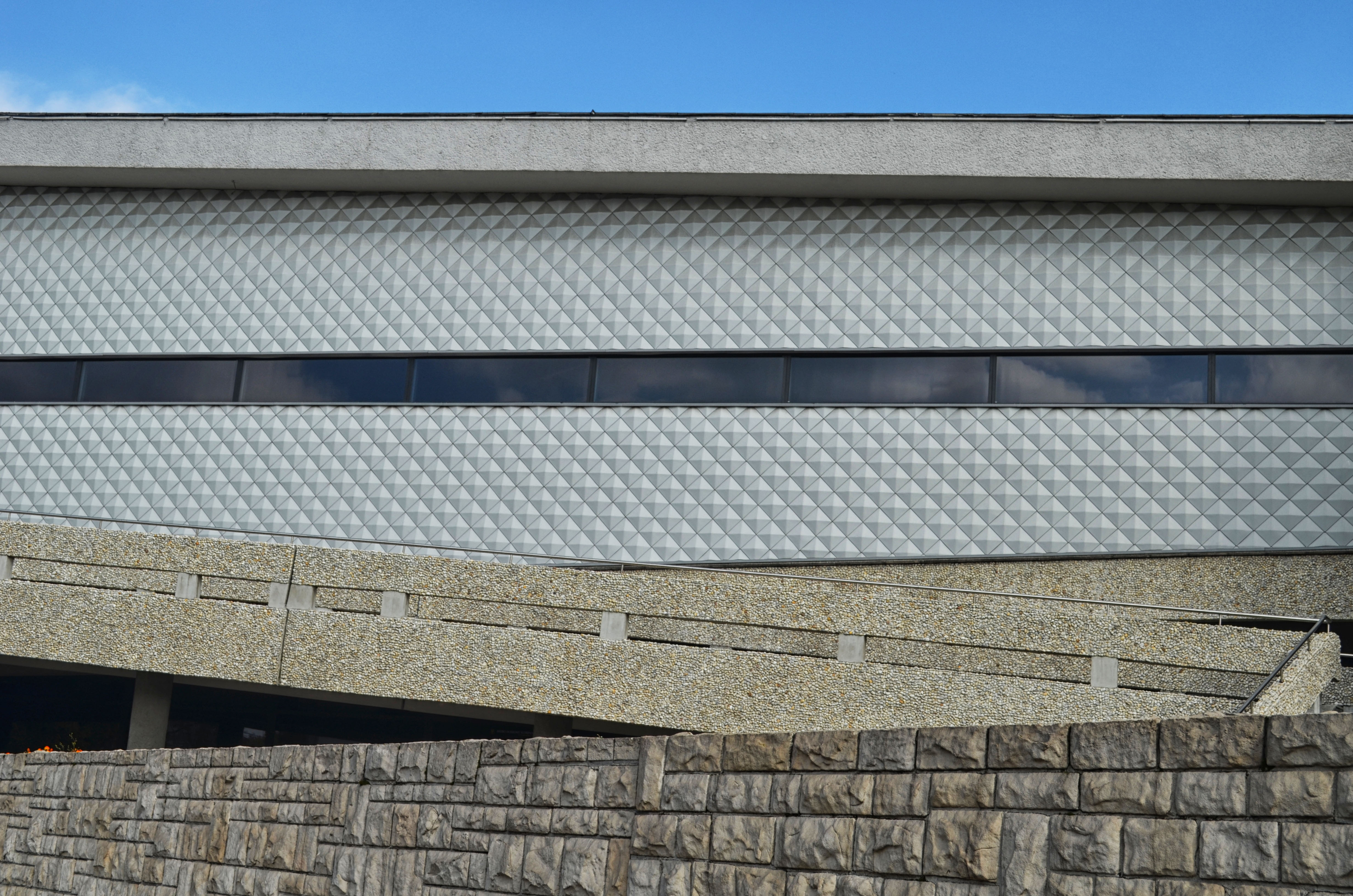
Faktury elewacji